# Nokia E50

Nokia E50 este un smartphone creat de Nokia și face parte din seria Enterprises (afaceri). Are dimensiunile de 113 x 43.5 x 15.5 mm.

## Design
Telefonul are un design clasic, elegant și grațios, o mare parte a carcasei este confecționată din metal, suprafața din jurul ecranului și întregul capac al bateriei, care constituie majoritatea părții din spate a telefonului.
Joystick-ul este foarte bine poziționat între butoanele sistem și este îngrădit astfel încat nu se pot face greșeli atunci cand se folosește.
Partea stângă sunt pentru controlul sunetului, iar cele de pe partea laterală dreaptă sunt tasta pentru apelarea vocală și butonul pentru editare (cel cu creionul ca simbol).
Butonul de debranșare se află în partea de sus a telefonului, însa de aceasta dată este oarecum ascuns, aflându-se sub partea de sus a telefonului.

## Conectivitate
E60 poate comunica în standardele GPRS, HSCSD, EDGE, Bluetooth v2.0, infraroșu și USB v2.

## Multimedia
Meniul librăriei muzicale permite sortarea fișierelor MP3 sau AAC, după artist, album, gen, compozitor.
Player-ul audio suportă formatele MP3/WMA/WAV/RA/AAC/M4A și player-ul video suportă formatele WMV/RV/MP4/3GP.
Are camera de 1.3 megapixeli. Player-ul video este Real Player.

## Caracteristici
- Camera de 1.3 megapixeli
- Slot card microSD
- Ecran TFT de 2.06 inchi până la 256.536 de culori cu rezoluția
- Symbian OS v9.1
- Procesor ARM 9 cu 235 MHz și 32 MB RAM
- Camera de 1.3 megapixeli
- 70 MB de memorie internă,slot card microSD
- microUSB v2.0
- Bluetooth v2.0
- Infraroșu
- GPRS/EDGE